# Veselke
A veselke (Chrysosplenium) a kőtörőfűfélék (Saxifragaceae) családjának egyik nemzetsége 57 fajjal.

## Származása, elterjedése
A nemzetség alapvetően holarktikus: fajai Európa, Ázsia és Észak-Amerika mérsékelt és hideg égövi vidékein nőnek – de két fajuk Dél-Amerika déli területein honos. Mindössze két fajuk nő a Kárpát-medencében:
- aranyos veselke (arany veselke, Chrysosplenium alternifolium),
- havasi veselke (Chrysosplenium oppositifolium) – az előbbinél jóval ritkábban.

A DNS-vizsgálatok tanúsága szerint a nemzetség valószínűleg Kelet-Ázsiában fejlődött ki, és onnan terjedt szét a többi földrészre.

## Megjelenése, felépítése
Lágyszárú, évelő. Alacsony termetű fűféle. Magyar nevét vese formájú, csipkés leveléről kapta. Egyes fajok (havasi veselke) levelei átellenesen, másoké (aranyos veselke) váltakozva állnak – a hagyományos rendszerezés a nemzetséget ennek alapján két fajsorra bontja. Ezt a feltételezést a molekuláris genetikai vizsgálatok megerősítették.
Virága sárga, pártája nincs; magánosan vagy kevés virágú álernyőben nő.

## Ismertebb fajok
- Chrysosplenium album
- Chrysosplenium absconditicapsulum
- Chrysosplenium alternifolium (arany veselke)
- Chrysosplenium americanum
- Chrysosplenium axillare
- Chrysosplenium biondianum
- Chrysosplenium carnosum
- Chrysosplenium cavaleriei
- Chrysosplenium chinense
- Chrysosplenium davidianum
- Chrysosplenium delavayi
- Chrysosplenium dubium
- Chrysosplenium flagelliferum
- Chrysosplenium forrestii
- Chrysosplenium fuscopuncticulosum
- Chrysosplenium giraldianum
- Chrysosplenium glechomifolium
- Chrysosplenium glossophyllum
- Chrysosplenium griffithii
- Chrysosplenium hebetatum
- Chrysosplenium hydrocotylifolium
- Chrysosplenium iowense
- Chrysosplenium japonicum
- Chrysosplenium jienningense
- Chrysosplenium lanuginosum
- Chrysosplenium lectus-cochleae
- Chrysosplenium lixianense
- Chrysosplenium macranthum
- Chrysosplenium macrophyllum
- Chrysosplenium macrostemon
- Chrysosplenium microspermum
- Chrysosplenium nepalense
- Chrysosplenium nudicaule
- Chrysosplenium oppositifolium (havasi veselke)
- Chrysosplenium oxygraphoides
- Chrysosplenium pilosum
- Chrysosplenium pseudopilosum
- Chrysosplenium qinlingense
- Chrysosplenium ramosum
- Chrysosplenium rosendahlii
- Chrysosplenium sedakowii
- Chrysosplenium serreanum
- Chrysosplenium sikangense
- Chrysosplenium sinicum
- Chrysosplenium sphaerospermum
- Chrysosplenium taibaishanense
- Chrysosplenium tenellum
- Chrysosplenium tetrandrum
- Chrysosplenium trichospermum
- Chrysosplenium uniflorum
- Chrysosplenium wrightii
- Chrysosplenium wuwenchenii